# Callulops omnistriatus
Espèce
Callulops omnistriatus est une espèce d'amphibiens de la famille des Microhylidae.

## Répartition
Cette espèce est endémique de la province des Hautes-Terres méridionales en Papouasie-Nouvelle-Guinée. Elle n'est connue que dans sa localité type, à environ 960 m d'altitude.

## Description
Callulops omnistriatus mesure de 55 à 60 mm pour les mâles et de 50 à 67 mm pour les femelles. Son dos est brun légèrement violacé et un semblant d'ocelle au niveau lombaire. Son ventre est lavande, plus foncé au niveau de la gorge et du menton et de manière progressive des cuisses vers les pattes.

## Étymologie
Son nom d'espèce, du latin omnis, « tout », et striatus, « strié », lui a été donné en référence aux rainures présentes sur ses disques digitaux.

## Publication originale
- Kraus & Allison, 2009 : New species of frogs from Papua New Guinea. Bishop Museum Occasional Papers, vol. 104, p. 1-36 (texte intégral).